# Número primo de Wagstaff
Un número primo de Wagstaff es un número primo p de la forma
{\displaystyle p={{2^{q}+1} \over 3}}
donde q es otro número primo. Los números primos de Wagstaff se llaman así en honor del matemático Samuel S. Wagstaff Jr., y el sitio Prime Pages recoge que François Morain los llamó así en un discurso en la conferencia Eurocrypt 1990. Están relacionados con la nueva conjetura de Mersenne y tienen aplicaciones en el campo de la criptología.

## Los primeros números primos de Wagstaff
Los tres primeros números primos de Wagstaff son 3, 11 y 43 porque
{\displaystyle 3={{2^{3}+1} \over 3},}
{\displaystyle 11={{2^{5}+1} \over 3},}
{\displaystyle 43={{2^{7}+1} \over 3}.}
Los primeros números primos de Wagstaff (A000979) son:
3, 11, 43, 683, 2731, 43691, 174763, 2796203, 715827883, 2932031007403.

## Los exponentesq
Los primeros exponentes q que producen números primos de Wagstaff o probablemente primos (A000978) son:
3, 5, 7, 11, 13, 17, 19, 23, 31, 43, 61, 79, 101, 127, 167, 191, 199, 313, 347, 701, 1709, 2617, 3539, 5807, 10501, 10691, 11279, 12391, 14479, 42737, 83339, 95369, 117239, 127031, 138937, 141079, 267017, 269987, 374321, 986191.
Se ha demostrado la primalidad de estos números con q menor o igual que 42737. Los de exponente mayor son "probablemente primos", y el mayor de todos los que se conocen en la actualidad, {\displaystyle {\frac {2^{986191}+1}{3}}}, fue descubierto por Vincent Diepeveen en junio de 2008.